# Francisco Mejía
Francisco de Asís Mejía (Marigüitar, Capitanía General de Venezuela, junio de 1797-Caracas, Venezuela, 2 de septiembre de 1882) político, militar, escritor y periodista venezolano. Oficial del Ejército de Venezuela durante la Guerra de Independencia de Venezuela y ministro de Guerra y Marina.

## Biografía
En 1812 ejerce funciones de escribiente en una de las oficinas de la Secretaría del Poder Legislativo en Cumaná. Después del triunfo de los republicanos en Maturín en 1813 Mejía se enroló en el ejército de oriente, bajo las órdenes del general Santiago Mariño y participó con él en el sitio de Cumaná, evacuada por Eusebio Antoñanzas y Juan Nepomuceno Quero. El 29 de septiembre de 1814 Mejía derrota a los realistas en la quebrada de los Frailes y toma la plaza reforzando las posiciones de Manuel Piar.
El 16 de octubre participa en la Batalla de El Salado contra José Tomás Boves. Después de la derrota de los republicanos en la batalla de Urica Mejía se internó en los bosques de Cumanacoa, donde llevó a cabo acciones de guerra de guerrillas. En 1816 se incorporó a la división del general Manuel Piar combatiendo en la batalla de El Juncal siendo heridó en dicha acción y ascendido a teniente. Mejía fue enviado al cuartel general del general Santiago Mariño, quien lo destinó a su Estado Mayor.
Durante el Sitio de Cumaná de enero de 1817 Santiago Mariño se enteró de que los realistas habían enviado una goleta, dos flecheras y algunos soldados para atacar en el golfo de Cariaco al parque que estaba esperando. Inmediatamente, Mariño envió Francisco Mejía, con 50 infantes a salvar el convoy. El 21 de enero, Mejía avistó en el pueblo de Marigüitar a los buques enemigos y en la bahía de Montecristo emboscó al capitán de navío José de Echeverría cuando desembarcaba a sus hombres, tomándolo por sorpresa. Sólo se salvaron los realistas que lograron abordar las naves de vuelta. Por su victoria, Mariño lo ascendió a teniente coronel.
Junto al general Juan Manuel Valdés asalto a la batería de Agua Santa. Días después fue puesto a la orden deAntonio José de Sucre. El 30 de mayo de 1818, bajo las órdenes de José Francisco Bermúdez, participó en el combate de La Madera y poco después marchó con José Francisco Bermúdez a la ciudad de Angostura. Allí recibió Bermúdez la orden de tomar Güiria, este nombró a Mejía su secretario y primer ayudante de campo.
El 15 de octubre participa en el intento de toma de una casa fuerte en el puerto de Río Caribe que termina en una desordenada retirada patriota en los que muchos murieron ahogados o asesinados por las balas realistas, Mejía junto con José Francisco Bermúdez y Antonio José de Sucre es de os pocos sobrevivientes.
En agosto de 1819, con Bermúdez, marchó a Barcelona cuando este jefe debía apoyar la operación que ejecutaría el general Rafael Urdaneta en aquella ciudad y Cumaná. Allí fue derrotado José Francisco Bermúdez, y Mejía nuevamente es herido. En 1820, gracias a la intervención de Mejía, abrazaron la causa republicana el coronel Hilario Torrealba y el teniente coronel Juan Armas, venezolanos que militaban en las filas realistas. En 1821 actuó en las operaciones que, bajo las órdenes del general Bermúdez, llevó a cabo la Diversión de Bermúdez. Ese mismo año, el 15 de octubre, participó en el sitio de Cumaná de 1821. En 1830 es representante en el Congreso de Valencia por la provincia de Cumaná.
En 1835 participó en la fracasada Revolución de las Reformas de Santiago Mariño, por tal motivo tuvo que ausentarse del país hasta 1837. En 1840 fue diputado provincial de Cumaná. En 1842 fue juez de primera instancia. Posteriormente fue encargado de la aduana de Maturín y jefe de Estado Mayor del ejército organizado en Barcelona por José Tadeo Monagas. Después es nombrado miembro del Tribunal de Cuentas de Caracas. El 2 de junio de 1847, el presidente José Tadeo Monagas lo nombró secretario de Guerra y Marina, siendo reeplazado al año siguiente por el general Diego Ibarra. De regreso en el cargo será a la vez reemplazado en 1850  por el general Carlo Castelli.
En 1851 fue sometido a juicio, junto con Vicente Lecuna, ex secretario de Hacienda debido a infracciones de la constitución y la compra del vapor Libertador donde el senado averiguaba el objeto de la compra y los fondos utilizados para ello. En 1852, resultaron absueltos. El 24 de junio de 1863 recibió el nombramiento de consejero de Estado, durante el gobierno de Juan Crisóstomo Falcón; este mandatario lo ascendió a general en jefe. En 1867 desempeñó nuevamente la cartera de Guerra y Marina.

## Obras
- Biografía del general José Francisco Bermúdez. (1831).